# 올림픽 콜롬비아 선수단
올림픽 콜롬비아 선수단은 콜롬비아 대표로 올림픽에 참가하는 선수단이다. 콜롬비아는 1932년 처음으로 올림픽에 정식으로 참가했고, 그 이후로 하계 올림픽의 한 판만 제외하고 모든 대회에 선수들을 파견했으며 1952년 대회만 빠졌다. 콜롬비아 선수들은 8개 종목에서 총 34개의 올림픽 메달(금 5개, 은메달 13개, 동메달 16개)을 획득했으며 그중 역도와 사이클이 가장 성공적인 메달이다. 콜롬비아는 각각 브라질과 아르헨티나에 이어 남미 올림픽에서 세 번째로 성공적인 올림픽 국가이다. 콜롬비아 올림픽 위원회는 1936년에 창설되었고 1948년에 국제 올림픽 위원회의 승인을 받았다.
슈팅 선수 헬무트 벨링로드(Helmut Bellingrodt)는 1972년 뮌헨 올림픽에서 국내 최초의 올림픽 메달인 은메달을 획득했다. 역도 선수 마리아 이사벨 우루티아(Maria Isabel Urrutia)는 2000년 시드니 올림픽에서 국가를 대표하는 최초의 올림픽 챔피언이 되었다. BMX 라이더 마리아나 파혼(Mariana Pajón)은 금메달 2개와 은메달 1개를 획득한 가장 성공적인 콜롬비아 올림픽 선수이다.

## 종목별 메달 집계
| 경기   | 금 | 은 | 동 | 합계 | 순위 |
| ------ | -- | -- | -- | ---- | ---- |
| 역도   | 2  | 3  | 2  | 7    | 26   |
| 사이클 | 2  | 1  | 3  | 6    | 18   |
| 육상   | 1  | 1  | 1  | 3    | 56   |
| 사격   | 0  | 2  | 0  | 2    | 49   |
| 복싱   | 0  | 1  | 4  | 5    | 52   |
| 유도   | 0  | 1  | 1  | 2    | 41   |
| 레슬링 | 0  | 0  | 2  | 2    | 49   |
| 태권도 | 0  | 0  | 1  | 1    | 33   |
| 합계   | 5  | 9  | 14 | 28   |      |

## 같이 보기
- 분류:콜롬비아의 올림픽 참가 선수
- 동계 올림픽에 참가한 열대 국가